# Marmeladestruik
De marmeladestruik (Streptosolen jamesonii) is een plant uit de nachtschadefamilie (Solanaceae). Het is een tot 2,5 m hoge struik met lange, dunne, behaarde, vaak overhangende twijgen. De bladeren zijn afwisselend geplaatst, eirond tot elliptisch, 2-5 cm lang, aan de onderkant behaard en tussen de nerven iets opgewelfd.
De plant bloeit al in zijn eerste levensjaar. De bloeiwijzen bestaat uit dichte, tot 20 cm lange pluimen. De afzonderlijke bloemen zijn bij het opengaan geel en worden bij het uitbloeien oranje tot rood. De kelk is circa 1 cm lang en ongelijk vijflobbig. De bloemkroon bestaat uit een kromme, 3-4 cm lange, fijnbehaarde buis en een 2,5-3 cm brede zoom. De kroonslippen zijn breed afgerond en iets overlangs geplooid. Boven in de bloembuis steken de vier meeldraden uit. De vruchten zijn onopvallende, tweehokkige doosvruchten, die lang door de kelk omsloten blijven. Ze bevatten vele zaden.
De marmeladestruik komt uit de bergen in het westen van Zuid-Amerika. In België en Nederland kan deze plant als kuipplant 's zomers buiten worden gezet.